# Нормальний порядок
Нормальним порядком в квантовій теорії поля називають такий порядок операторів у добутку, в якому всі оператори народження стоять зліва від операторів знищення. Нормальний порядок зручний для обчислення матричних елементів, зокрема вакуумного очікуваного значення, зокрема вакуумне середнє від нормального добутку завжди дорівнює нулю. У квантово-польових обчисленнях при розкладі операторів у ряд виникають добутки, в яких вони початково не впрорядковані. Приведення добутку до нормального порядку проводиться з врахуванням комутаційних співвідношень. Процедуру впорядкування узагальнює теорема Віка.
Визначення порядку операторів важливе при побудові квантового гамільтоніана з класичної функції Гамільтона, оскільки при цьому існує деяка свобода в визначенні порядку операторів, що призводить до різних значень енергії основного стану.

## Позначення
Якщо {\displaystyle {\hat {O}}} — довільний добуток операторів народження та знищення (або, що еквівалентно, квантових полів), то добуток цих операторів у нормальному порядку позначається {\displaystyle {\mathopen {:}}{\hat {O}}{\mathclose {:}}}.
Альтернативне позначення — {\displaystyle {\mathcal {N}}({\hat {O}})}.

## Виноски
1. ↑  О.Л. Ребенко (2007). Основи сучасної теорії взаємодіючих квантованих полів. Київ: Наукова думка. ISBN 978-966-00-0665-2.